# Armia Dońska

Symbol Armii Dońskiej

Armia Dońska (ros. Донская Армия, Donskaja Armija) – związek operacyjny białych podczas wojny domowej w Rosji.
W marcu-kwietniu 1918 w całym szeregu stanic Dońskiej Republiki Radzieckiej (powstałej w marcu 1918) wybuchły powstania antybolszewickie. Pod naciskiem wojsk niemieckich i białogwardyjskich w połowie sierpnia wojska sowieckie zmuszone zostały do wycofania się z obszaru dońskiego. 16 maja 1918 Związek Ocalenia Donu zorganizował Wszechwielkie Wojsko Dońskie na czele z atamanem Piotrem Krasnowem. Wojska wspomagały oddziały armii niemieckiej. Została sformowana duża Armia Dońska (w sierpniu ok. 47 tys. żołnierzy, we wrześniu 65 tys.). Krasnow wykonał w lipcu - październiku 1918 dwa uderzenia na Carycyn, jednak bez powodzenia. Na początku 1919, w związku z powodzenie natarcia Armii Czerwonej na Don rozpoczął się rozkład Armii Dońskiej. 10 stycznia 1919 Armia Dońska została podporządkowana gen. A. Denikinowi. Na jej dowódcę został wyznaczony gen. Władimir Sidorin. W marcu 1919 na tyłach Armii Czerwonej wybuchło powstanie antysowieckie. Armii Dońskiej udało się do lata wyprzeć wojska sowieckie z Obwodu Wojska Dońskiego. Na skutek natarcia wojsk sowieckich w 1920 Dońskie Wojska Kozackie przestały istnieć. W Armii Czerwonej zostały sformowane dońskie dywizje kozackie.